# Torneo de Winston-Salem 2018
El Winston-Salem Open 2018 fue un torneo de tenis perteneciente al ATP Tour 2018 en la categoría ATP World Tour 250. El torneo tuvo lugar en la ciudad de Winston-Salem, Carolina del Norte (Estados Unidos) desde el 19 hasta el 25 de agosto de 2018 sobre canchas duras. El torneo formó parte del US Open Series 2018.

## Distribución de puntos
| Modalidad            | Campeón | Finalista | Semifinales | Cuartos de final | 3ª ronda | 2ª ronda | 1ª ronda | Clasificados | 2ª ronda de clasificación | 1ª ronda de clasificación |
| Individual masculino | 250     | 150       | 90          | 45               | 20       | 10       | 0        | 12           | 6                         | 0                         |
| Dobles masculino     | 250     | 150       | 90          | 45               | —        | —        | 0        | —            | —                         | —                         |

## Cabezas de serie

### Individuales masculino
| Tenista              | Ranking | Preclasificado |
| David Goffin         | 11      | 1              |
| Pablo Carreño        | 13      | 2              |
| Kyle Edmund          | 15      | 3              |
| Marco Cecchinato     | 21      | 4              |
| Damir Džumhur        | 24      | 5              |
| Hyeon Chung          | 25      | 6              |
| Filip Krajinović     | 31      | 7              |
| Steve Johnson        | 33      | 8              |
| Sam Querrey          | 34      | 9              |
| Nikoloz Basilashvili | 36      | 10             |
| Andréi Rubliov       | 37      | 11             |
| Gilles Simon         | 40      | 12             |
| Albert Ramos         | 41      | 13             |
| Nicolás Jarry        | 42      | 14             |
| Álex de Miñaur       | 43      | 15             |
| Peter Gojowczyk      | 47      | 16             |

- Ranking del 13 de agosto de 2018.[2]

### Dobles masculinos
| Tenista                          | Ranking | Preclasificado |
| Łukasz Kubot Marcelo Melo        | 23      | 1              |
| Jean-Julien Rojer Horia Tecău    | 28      | 2              |
| Ben McLachlan Jan-Lennard Struff | 53      | 3              |
| Julio Peralta Horacio Zeballos   | 65      | 4              |

## Campeones

### Individual masculino
Daniil Medvédev venció a  Steve Johnson por 6-4, 6-4

### Dobles masculino
Jean-Julien Rojer /  Horia Tecău vencieron a  James Cerretani /  Leander Paes por 6-4, 6-2